# Бајанхонгор
Бајанхонгор (монг. Баянхонгор аймаг) је једна од 21 провинције у Монголији. Налази се на у јужном делу земље на падинама планине Алтајски Гоби.

## Географија
Површина провинције је 115.977 km², на којој живи 82.439 становника. Главни град је Бајанхонгор. Бајанхонгор је претежно планински предео у северном делу, док се у централним пределима настаља на степу, која на југу прелази у пустињу Гоби. На побрђу се истичу два значајнија језера — Бoн Цаган и Орог. Клима је оштра континентална, планинска, зими су температуре у распону од —30°C до —35°C, а лети до +35°C. Провинција Бајанхонгор је основана 1941. године и састоји се од 20 округа.

## Административна подела
| Округ       | Монголски   | Становништво (2002) | Становништво (2006) | Површина (km²) | Густина (/km²) |
| ----------- | ----------- | ------------------- | ------------------- | -------------- | -------------- |
| Бацаган     | Баацагаан   | 4.526               | 3.568               | 7,447          | 0.48           |
| Бајан Ондор | Баян-Өндөр  | 2,692               | 2,559               | 16,891         | 0.15           |
| Бајан Ово   | Баян-Овоо   | 3,043               | 2,912               | 3,244          | 0.90           |
| Бајанбулаг  | Баянбулаг   | 2,252               | 2,143               | 3,170          | 0.68           |
| Бајангови   | Баянговь    | 2,903               | 2,703               | 4,662          | 0.58           |
| Бајанхонгор | Баянхонгор  | 20,501              | 26,588              | 64             | 415.44         |
| Бајанлиг    | Баянлиг     | 3,842               | 3,316               | 11,918         | 0.28           |
| Бајанцаган  | Баянцагаан  | 3,946               | 3,599               | 5,395          | 0.67           |
| Богд        | Богд        | 3,226               | 2,900               | 3,983          | 0.73           |
| Бомбогор    | Бөмбөгөр    | 2,755               | 2,584               | 3,044          | 0.85           |
| Буцаган     | Бууцагаан   | 4,258               | 3,452               | 5,840          | 0.59           |
| Ерденецогт  | Эрдэнэцогт  | 5,158               | 4,235               | 4,100          | 1.03           |
| Галут       | Галуут      | 5,275               | 4,012               | 5,047          | 0.79           |
| Гурванбулаг | Гурванбулаг | 2,915               | 2,594               | 4,442          | 0.58           |
| Жаргалант   | Жаргалант   | 4,374               | 3,173               | 4,175          | 0.76           |
| Жинст       | Жинст       | 2,352               | 2,023               | 5,313          | 0.38           |
| Хуремарал   | Хүрээмарал  | 2,466               | 2,064               | 4,328          | 0.48           |
| Олзит       | Өлзийт      | 3,721               | 3,353               | 3,853          | 0.87           |
| Шинежинст   | Шинэжинст   | 2,469               | 2,187               | 16,501         | 0.13           |
| Заг         | Заг         | 2,440               | 2,264               | 2,561          | 0.88           |